# Scope Group
Die Scope Group ist ein Anbieter von unabhängigen Ratings, Research und Risikoanalysen aller Anlageklassen mit Hauptsitz in Berlin.
Das Unternehmen wurde als europäische Alternative zu den US-Agenturen Moody’s, Standard & Poor’s und Fitch gegründet.

## Unternehmen
Scope wurde 2002 von Florian Schoeller in Berlin gegründet und wird heute von rund 70 Gesellschaftern gehalten, darunter sind neben dem Gründer selbst u. a. Stefan Quandt, Manfred Gentz, Hermann Simon und institutionelle Investoren wie die deutschen Versicherer HDI, Signal Iduna, SV SparkassenVersicherung, die Schweizerische Mobiliar Versicherungsgesellschaft, die österreichische B&C-Gruppe und die luxemburgische Foyer Assurances Versicherung. Seit 2019 ist die RAG-Stiftung, eine der größten Stiftungen in Deutschland, an Scope beteiligt.
Mit dem Gas-Hersteller Linde hatte Scope 2016 erstmals einen Dax-Kunden gewonnen. Scope prüft außerdem die Förderbank KfW und die Schweizer Großbank UBS.
Neben dem Hauptsitz Berlin unterhält Scope Niederlassungen in Frankfurt, Hamburg, London, Madrid, Mailand, Oslo und Paris. Insgesamt beschäftigt das Unternehmen rund 250 Mitarbeiter.
Das Unternehmen vergibt in Kooperation mit dem Handelsblatt einmal im Jahr die „Scope Awards“, mit denen die nach Ansicht des Unternehmens besten Fondsanbieter und die besten Fondsprodukte im deutschsprachigen Raum ausgezeichnet werden.
Mit Wirkung zum 1. August 2016 übernahm Scope die Ratingsparte der Feri-Gruppe und mit Wirkung zum 1. Januar 2021 die Euler Hermes Rating GmbH von Euler Hermes.

## Geschäftsbereiche
Das Geschäft der Scope Group teilt sich in vier Bereiche auf.
- Scope Ratings bietet Dienstleistungen im Bereich Kreditrisikoanalyse und möchte so zu einer größeren Meinungsvielfalt für institutionelle Investoren beitragen. Scope Ratings ist eine nach der EU-Rating-Verordnung registrierte Ratingagentur mit einem Status als External Credit Assessment Institution (ECAI). Üblicherweise werden Ratings durch die US-Agenturen Moody’s, Standard & Poor’s und Fitch vorgenommen, die mit einem Marktanteil von mehr als 90 Prozent das weltweite Bewertungsgeschäft dominieren.[2] Scope möchte sich als europäische Alternative zu den US-Platzhirschen im Markt etablieren.
- Scope ESG Analysis bietet ESG Impact Analysen basierend auf einem makro-ökonomischen quantitativen Model, das die gesamte Lieferkette von Unternehmen einbezieht. Darüber hinaus bietet Scope "Second Party Opinions" für Emittenten von Green Bonds, Social Bonds und Sustainability Bonds.
- Scope Fund Analysis ist spezialisiert auf die Analyse, Bewertung und Ratings von Mutual Funds und Alternativen Investmentfonds sowie von Asset-Management-Gesellschaften und Zertifikate-Emittenten. Scope Analysis bietet Dienstleistungen im Bereich der Rendite-Risiko-Analysen und ein kontinuierliches Risiko-Monitoring.
- Scope Investor Services unterstützt Investoren bei der Auswahl von Vermögensverwaltern sowie Fonds und konzeptioniert Portfoliostrategien für indirekte Anlagen. Die Auswahl nach quantitativen und qualitativen Kriterien umfasst alle Anlageklassen und somit sämtliche Fonds, die in Wertpapiere und Sachwerte investieren.